# Blauwesluis
Blauwesluis is een buurtschap in de Nederlandse gemeente West Maas en Waal, gelegen in de provincie Gelderland. Het ligt aan een binnenmeer van de rivier de Maas tussen Maasbommel en Appeltern.
Hoofdplaats: Beneden-Leeuwen

Dorpen: Alphen · Altforst · Appeltern · Boven-Leeuwen · Dreumel · Maasbommel · Wamel

Buurtschappen: Blauwesluis · De Tuut · Greffeling · Moordhuizen · Nieuwe Schans · Oude Maasdijk · Woerd

Gelderland: Steden en dorpen in Gelderland      Nederland: Provincies · Gemeenten